# Stranded (игра)
Stranded — компьютерная 3D-игра от первого лица, симулятор выживания на необитаемом острове. Игра распространяется бесплатно, доступны английский, немецкий и русский варианты. C 12 марта 2008 года актуальная версия второй части игры имеет номер Gold 1.0.0.1. Исходный код игры (на базе движка Blitz BASIC) открыт.

## Сюжет
Игра ведётся от имени персонажа, потерпевшего кораблекрушение и выброшенного на необитаемый остров. Персонаж имеет параметр голода, жажды и усталости, которые постепенно растут, и при превышении порога влияют на уровень здоровья. Голод необходимо утолять удачными результатами охоты, рыбалки, собирательства либо сельского хозяйства, жажду — питьевой водой из источников. Для отдыха необходимо спать. Для успешной охоты и рыбалки необходимо найти либо создать из подручных материалов удочку и оружие.
Есть три режима игры:
- приключение, в ходе которого главный герой побывает на 4 разных островах;
- одиночный остров (четыре острова, один из которых — обучающий, три других представляют собой мини-игры);
- свободная игра — генерируется остров с параметрами, заданными игроком.

Также есть встроенный редактор, позволяющий создать новый остров с нуля.

## Геймплей
Игровой мир отличается очень высокой степенью интерактивности. В той или иной форме возможно взаимодействие почти со всеми объектами. В частности, игрок может плавать и нырять, рубить деревья, сажать растения, добывать из горных пород камень, железо и золото; убить любое живое существо (ради мяса и/или различных компонентов), копать землю, ловить рыбу, собирать грибы, ягоды и фрукты, строить сооружения.

### Орудия и инструменты, комбинирование материалов
В ходе игры можно комбинировать подручные материалы и создавать орудия, инструменты и сооружения. Материалы можно собирать, добывать из растений либо дичи. Например, кору для разжигания костра, ветви, листья можно добыть из деревьев. Из птиц можно кроме мяса добыть перья. Из животных — шкуры. Большинство комбинаций состоят из двух-трёх предметов, однако есть исключения — например, для создания арбалета необходима комбинация пяти предметов. Число возможных комбинаций довольно велико (более полусотни).

### Способности персонажа (навыки)
По мере использования особых способностей персонажа растут его навыки (элементы RPG в игре). Например, персонаж может посадить пшеницу, виноград, ягодный куст. Чем больше таких операций он совершит, тем больше его опыт. При накоплении нового уровня опыта открывается новая способность — например, сажать обычные деревья, а затем — и плодовые деревья, кокосовые пальмы и пр.
Всего есть пять навыков — охота, рыбалка, рубка леса, земляные работы (умение копать землю лопатой, находить полезные вещи), посадка растений.

### Посадка растений
Пшеница и конопля отличается от прочих выращиваемых растений тем, что для сбора урожая растение приходится вырывать с корнем, а затем высаживать семена. Виноград, ягоды, плоды с деревьев собираются много раз подряд, не повреждая растения, то есть их выращивание гораздо менее трудоёмко, но не так интенсивно развивает соответствующий навык.
При посадке пшеницы нужно помнить о саранче. Саранча нападает на поля, если игрок посадил слишком много пшеницы, и может уничтожить весь урожай. Саранчу нужно уничтожать (при этом растёт навык охоты), причём мертвых насекомых можно собирать и использовать как наживку при рыбалке.
При рубке посаженных деревьев надо помнить, что срубив такое дерево, вы можете получить только ветки, листья и лианы. Деревья имеют наибольший период созревания (более недели), если дерево срублено до этого момента, оно не даёт брёвен. Определить, что дерево созрело, можно по цвету его коры (сравнивая его с цветом у заведомо взрослого растения).

### Приручение обезьян
Чтобы приручить обезьяну понадобится 3-5 банана. Бананы можно сорвать на некоторых пальмах. Далее находим обезьяну и кидаем перед ней (но не в неё!) 3-5 банана. Вот вы и приручили обезьяну, она будет бегать где и бегала, но не исчезнет. Она может вам принести воды, палки, листья.
Сразу же после приручения обезьяны в строительном меню в разделе «Разное» появляется новое здание — Обезьянья школа. В ней за 15 бананов можно приручённую обезьяну выдрессировать до транспортной обезьяны. Транспортная обезьяна может переносить предметы (общей массой не более 10 кг), но не сможет принести вам воды, палки, листья.
Животные в игре могут быть дружественными и враждебными, например: у обезьяны есть родственник — когтистая обезьяна, это та же обезьяна, но будет вас атаковать.